# Carl Meyer (Ruderer)
Carl James Meyer (* 3. September 1981 in Geraldine) ist ein ehemaliger neuseeländischer Ruderer. 2007 war er Weltmeister im Vierer ohne Steuermann.

## Sportliche Karriere
Meyer begann 1996 mit dem Rudersport. 1999 belegte er mit dem neuseeländischen Achter den sechsten Platz bei den Junioren-Weltmeisterschaften. 2003 debütierte er im Ruder-Weltcup mit einem zehnten Platz im Vierer ohne Steuermann, bei den Weltmeisterschaften 2003 in Mailand ruderten Donald Leach, Carl Meyer, Ian Smallman und Mahé Drysdale auf den elften Platz. Bei den Olympischen Spielen 2004 traten Leach, Drysdale, Meyer und Eric Murray im Vierer an und erreichten den fünften Platz mit fünf Sekunden Rückstand auf die drittplatzierten Italiener.
2005 bestand der neuseeländische Vierer aus Steven Cottle, Eric Murray, Carl Meyer und Donald Leach. Diese Besetzung erreichte den sechsten Platz bei den Weltmeisterschaften in Gifu. Im Jahr darauf ruderten Hamish Bond, Carl Meyer, Selwyn Cleland und Eric Murray im Vierer, diese Crew belegte den neunten Platz bei den Weltmeisterschaften in Eton. 2007 wechselte James Dallinger für Cleland in den Vierer. Meyer, Dallinger, Murray und Bond siegten beim Weltcup in Amsterdam und belegten in Luzern den dritten Platz. Bei den Weltmeisterschaften in München gewannen die vier Neuseeländer den Titel mit 0,91 Sekunden Vorsprung vor den Italienern. In der Olympiasaison erreichten die vier zwar im Weltcup zweimal das A-Finale, belegten dort aber nur einen sechsten Platz in Luzern und einen fünften Platz in Posen. Bei den Olympischen Spielen 2008 in Peking verpassten sie das A-Finale und belegten in der Endabrechnung den siebten Platz. 2011 kehrte Meyer im Weltcup noch einmal in den Vierer ohne Steuermann zurück, bei den Weltmeisterschaften in Bled war er aber nicht mehr dabei.
Carl Meyer ist mit der Ruderin Caroline Evers-Swindell verheiratet.